# Lake County (Tennessee)
Das Lake County ist ein County im US-amerikanischen Bundesstaat Tennessee. Das U.S. Census Bureau hat bei der Volkszählung 2020 eine Einwohnerzahl von 7.005 ermittelt. Der Verwaltungssitz (County Seat) ist Tiptonville.

## Geografie
Das County liegt im äußersten Nordwesten von Tennessee, grenzt im Westen getrennt durch den Mississippi River an Missouri und im Norden an Kentucky. Es hat eine Fläche von 502 Quadratkilometern, wovon 79 Quadratkilometer Wasserfläche sind. An das Lake County grenzen folgende Nachbarcountys:
| New Madrid County (Missouri) | Fulton County (Kentucky) |              |
| Pemiscot County (Missouri)   |                          | Obion County |
|                              | Dyer County              |              |

## Geschichte
Das Lake County wurde am 24. Juni 1870 aus Teilen des Obion County gebildet. Benannt wurde es nach dem Reelfoot Lake, einem See in dieser Gegend, der durch das New-Madrid-Erdbeben von 1811 entstanden war.

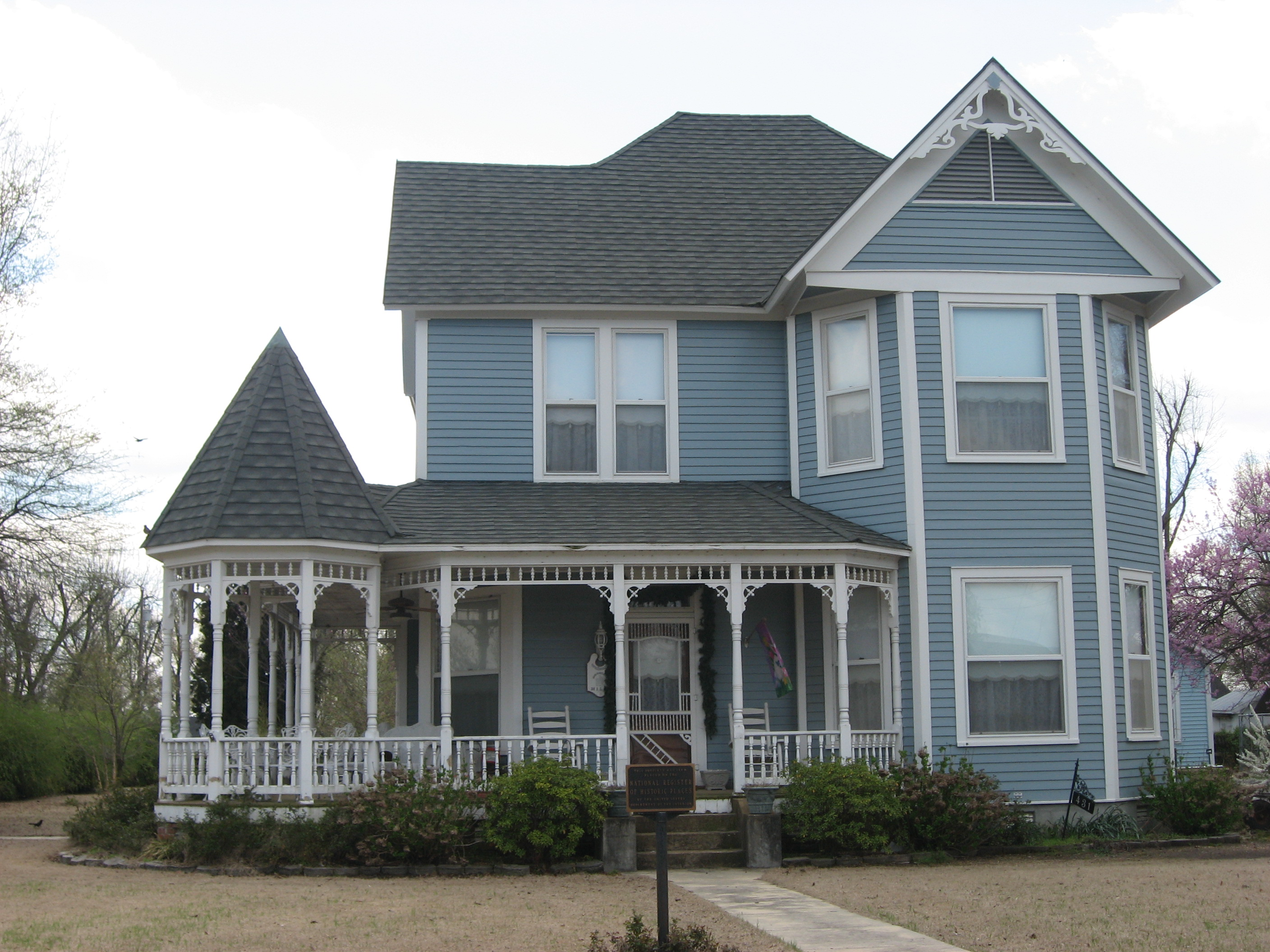
Caldwell-Hopson House (2013)

Ein Bauwerk im County ist im National Register of Historic Places (NRHP) eingetragen (Stand 18. August 2018).

## Demografische Daten
Nach der Volkszählung im Jahr 2010 lebten im Lake County 7832 Menschen in 2300 Haushalten. Die Bevölkerungsdichte betrug 18,5 Einwohner pro Quadratkilometer. In den 2300 Haushalten lebten statistisch je 2,44 Personen.
Ethnisch betrachtet setzte sich die Bevölkerung zusammen aus 70,0 Prozent Weißen, 28,1 Prozent Afroamerikanern, 0,4 Prozent amerikanischen Ureinwohnern, 0,2 Prozent Asiaten sowie aus anderen ethnischen Gruppen; 1,3 Prozent stammten von zwei oder mehr Ethnien ab. Unabhängig von der ethnischen Zugehörigkeit waren 2,0 Prozent der Bevölkerung spanischer oder lateinamerikanischer Abstammung.
16,9 Prozent der Bevölkerung waren unter 18 Jahre alt, 69,2 Prozent waren zwischen 18 und 64 und 13,9 Prozent waren 65 Jahre oder älter. 36,4 Prozent der Bevölkerung war weiblich.

Das jährliche Durchschnittseinkommen eines Haushalts lag bei 24.700 USD. Das Pro-Kopf-Einkommen betrug 11.813 USD. 28,7 Prozent der Einwohner lebten unterhalb der Armutsgrenze.

## Ortschaften im Lake County
Citys
- Ridgely
- Tiptonville

Unincorporated Community
- Wynnburg

## Gliederung
Das Lake County ist in vier durchnummerierte Distrikte eingeteilt:
| Distrikt | Einwohner (2010) | FIPS     |
| -------- | ---------------- | -------- |
| 1        | 2538             | 47-90096 |
| 2        | 1466             | 47-90286 |
| 3        | 1857             | 47-90476 |
| 4        | 1971             | 47-90666 |